# Ґузе-Ленґе
Ґузе-Ленґе (перс. گوزه لنگه) — село в Ірані, у дегестані Рахімабад, у бахші Рахімабад, шагрестані Рудсар остану Ґілян. За даними перепису 2006 року, його населення становило 37 осіб, що проживали у складі 8 сімей.

## Клімат
Середня річна температура становить 13,77°C, середня максимальна – 27,74°C, а середня мінімальна – -0,69°C. Середня річна кількість опадів – 843 мм.
| Клімат поселення                              | Клімат поселення | Клімат поселення | Клімат поселення | Клімат поселення | Клімат поселення | Клімат поселення | Клімат поселення | Клімат поселення | Клімат поселення | Клімат поселення | Клімат поселення | Клімат поселення | Клімат поселення |
| Показник                                      | Січ.             | Лют.             | Бер.             | Квіт.            | Трав.            | Черв.            | Лип.             | Серп.            | Вер.             | Жовт.            | Лист.            | Груд.            |                  |
| Середній максимум, °C                         | 11,04            | 10,44            | 11,67            | 16,85            | 21,48            | 26,32            | 27,74            | 27,60            | 23,50            | 20,20            | 15,34            | 11,26            |                  |
| Середня температура, °C                       | 5,48             | 4,87             | 6,12             | 11,27            | 15,92            | 20,75            | 23,60            | 23,46            | 19,36            | 16,06            | 11,20            | 7,12             |                  |
| Середній мінімум, °C                          | −0,09            | −0,69            | 0,54             | 5,71             | 10,35            | 15,19            | 19,46            | 19,32            | 15,22            | 11,94            | 7,06             | 2,98             |                  |
| Норма опадів, мм                              | 72               | 66               | 77               | 50               | 45               | 30               | 26               | 39               | 85               | 144              | 113              | 96               |                  |
| Середньомісячна швидкість вітру, м/с          | 2.23             | 2.50             | 2.56             | 2.50             | 2.30             | 2.07             | 2.38             | 2.16             | 1.92             | 2.09             | 2.12             | 2.21             |                  |
| Середньомісячна сонячна радіація, кДж/м²·день | 7467             | 9537             | 11630            | 15633            | 19447            | 20989            | 21705            | 18596            | 15286            | 11185            | 8998             | 7099             |                  |
| --------------------------------------------- | ---------------- | ---------------- | ---------------- | ---------------- | ---------------- | ---------------- | ---------------- | ---------------- | ---------------- | ---------------- | ---------------- | ---------------- | ---------------- |
| Джерело:                                      |                  |                  |                  |                  |                  |                  |                  |                  |                  |                  |                  |                  |                  |